# Vioris
Vioris is een computerspel dat werd ontwikkeld door Damien Britt voor de platforms Commodore 64. Het spel werd in 1992 uitgebracht door Commodore Zone/Binary Zone PD. De muziek is van The DJ. Het spel is een tetris-clone. Het Engelse talige spel kan met één of twee spelers tegelijkertijd gespeeld worden.